# Gâvres
 Gâvres  (en bretón Gavr) es una población y comuna francesa, situada en la región de Bretaña, departamento de Morbihan, en el distrito de Lorient y cantón de Port-Louis.

## Géographie
Gâvres se sitúa al oeste de una pequeña península al este de la isla de Groix, en la entrada a la rada de Lorient, frente a Port-Louis.

Gâvres visto desde la ciudadela de Port Louis

## Monumentos y lugares
- Túmulo de Gâvres.
- Fuerte de Porth Puns.
- Búnkeres alemanes de la Segunda Guerra Mundial. Construidos para proteger la cercana base de submarinos de Lorient, se pueden observar todavía sus puertas blindadas y los emplazamientos para los cañones que defendían la entrada a la rada de Lorient.

## Demografía
| 1205 | 1166 | 1076 | 939 | 848 | 893 |
| Para los censos de 1962 a 1999 la población legal corresponde a la población sin duplicidades (Fuente: INSEE [Consultar]) |      |      |     |     |     |